# Robert Palmer (écrivain)
 (janvier 2021).
La mise en forme du texte ne suit pas les recommandations de Wikipédia : il faut le « wikifier ».
Les points d'amélioration suivants sont les cas les plus fréquents :
- Les titres sont pré-formatés par le logiciel. Ils ne sont ni en capitales, ni en gras.
- Le texte ne doit pas être écrit en capitales (les noms de famille non plus), ni en gras, ni en italique, ni en « petit »…
- Le gras n'est utilisé que pour surligner le titre de l'article dans l'introduction, une seule fois.
- L'italique est rarement utilisé : mots en langue étrangère, titres d'œuvres, noms de bateaux, etc.
- Les citations ne sont pas en italique mais en corps de texte normal. Elles sont entourées par des guillemets français : « et ».
- Les listes à puces sont à éviter, des paragraphes rédigés étant largement préférés. Les tableaux sont à réserver à la présentation de données structurées (résultats, etc.).
- Les appels de note de bas de page (petits chiffres en exposant, introduits par l'outil «  Source ») sont à placer entre la fin de phrase et le point final[comme ça].
- Les liens internes (vers d'autres articles de Wikipédia) sont à choisir avec parcimonie. Créez des liens vers des articles approfondissant le sujet. Les termes génériques sans rapport avec le sujet sont à éviter, ainsi que les répétitions de liens vers un même terme.
- Les liens externes sont à placer uniquement dans une section « Liens externes », à la fin de l'article. Ces liens sont à choisir avec parcimonie suivant les règles définies. Si un lien sert de source à l'article, son insertion dans le texte est à faire par les notes de bas de page.
- La présentation des références doit suivre les conventions bibliographiques. Il est recommandé d'utiliser les modèles {{Ouvrage}}, {{Chapitre}}, {{Article}}, {{Lien web}} et/ou {{Bibliographie}}. Le mode d'édition visuel peut mettre en forme automatiquement les références.
- Insérer une infobox (cadre d'informations à droite) n'est pas obligatoire pour parachever la mise en page.

Pour une aide détaillée, merci de consulter Aide:Wikification.
Si vous pensez que ces points ont été résolus, vous pouvez retirer ce bandeau et améliorer la mise en forme d'un autre article.
 (juin 2022).
Pour les articles homonymes, voir Robert Palmer et Palmer.
Robert Franklin Palmer Jr., né le 19 juin 1945 et mort le 20 novembre 1997, est un écrivain, musicologue, clarinettiste, saxophoniste et producteur de blues américain.
Il est essentiellement connu pour ses livres, notamment Deep Blues, ses articles pour le New York Times et le magazine Rolling Stone, compilés dans Blues & Chaos : The Music Writing of Robert Palmer, ainsi que pour son travail de producteur sur des albums de blues. Il a également été le clarinettiste du groupe The Insect Trust dans les années 1960.

## Biographie

### Jeunesse
Fils d'un musicien et professeur d'école, Robert Palmer Sr, Robert Palmer est né à Little Rock, Arkansas. A Adolescent, il se rend fréquemment à Memphis, où il assiste à des concerts de soul, de blues et de rock ; il y fait également la rencontre des musiciens Bobby Womack et Alex Chilton. Militant des droits civiques et de la paix avec le Comité de coordination des étudiants non violents dans les années 1960, Palmer est diplômé de l'Université de Little Rock (plus tard appelé le Université de l'Arkansas à Little Rock ) en 1964.  Il se rend à New York pour la première fois en 1966 et y fait la rencontre d’artistes comme Bob Dylan et John Cage. Entre 1966 et 1969, il contribue à l’organisation du Blues Festival de Memphis. Avec ses amis musiciens Nancy Jeffries, Bill Barth et Luke Faust, il forme par ailleurs un groupe de musique psychédélique nommé the Insect Trust qui mêle jazz, folk et blues et rock and roll. Le groupe sort son premier album éponyme chez Capitol Records en 1968. Par la suite, Palmer a continuera à jouer de la clarinette et du saxophone pour différents groupes locaux.  En 1985, il sera recruté par Keith Richards et Ronnie Wood pour jouer de la clarinette sur la chanson « Silver et Gold » de Bono qui paraît sur l'album Sun City du collectif Artists United Against Apartheid.

### Carrière
Au début des années 1970, Palmer obtient le poste de rédacteur à Rolling Stone. Il devient le premier journaliste rock à plein temps pour le New York Times, puis, quelques années plus tard, critique en chef dans le domaine de la musique pop de 1976 à 1988. Il collabore également à d'autres magazines comme Penthouse.
En parallèle de son activité de journaliste pour des magazines de cinéma et pour Rolling Stone, il enseigne l'ethnomusicologie et la musique américaine, notamment à l'Université du Mississippi.  Après avoir cessé d’être critique au New York Times, il retourne habiter dans le Sud en 1987 et incite Matthew Johnson à fonder le label Fat Possum Records à Oxford (Mississippi). Au début des années 1990, il produit des albums de blues pour des artistes du label, comme RL Burnside et Junior Kimbrough . Après avoir vécu près de Memphis, de 1988 à 1992, il passe environ six mois dans un domaine près de Little Rock avant de déménager au début de l'année 1993 à la Nouvelle-Orléans, en Louisiane, où il vivra jusqu'à sa mort.
Ses livres les plus connus sont Deep Blues (1982), qui retrace l’histoire du blues depuis ses origines africaines jusqu’au Chicago Blues, et Rock & Roll : An Unruly History (1995),  qui accompagne la série-documentaire en dix parties Rock & Roll (aka Dancing in the Street') produite par la BBC et PBS, à laquelle il a participé en tant que consultant en chef. Il a par ailleurs écrit un livre sur Jerry Lee Lewis intitulé Jerry Lee Lewis Rocks.
Tout au long de sa vie, Palmer a également rédigé les livrets de nombreux albums de jazz, de blues, de rock and roll et de musique du monde, parmi lesquels ceux d'artistes comme Sam Rivers, Charles Mingus, Miles Davis, Yoko Ono, John Lee Hooker, Albert King, Bo Diddley, Ray Charles, Ornette Coleman, the Masters Musicians of Jajouka, La Monte Young.
Il a travaillé comme scénariste, narrateur, et directeur de la musique les documentaires The World According To John Coltrane (qu'il a également co-réalisé, avec Toby Byron) et Deep Blues, une adaptation de son essai éponyme. 
Palmer succombe à une maladie du foie au Centre médical du comté de Westchester à Valhalla, New York, le 20 novembre 1997. 
Sa fille Augusta Palmer a réalisé un documentaire intitulé The Hand of Fatima (2009)  sur son père et la longue relation de celui-ci avec the Masters Musicians of Jajouka. Il s'est notamment rendu au Maroc en 1970 avec William Burroughs, pour y enregistrer le groupe.

## Publications

### Traduit en français
Robert Palmer (trad. Olivier Borre, Dario Rudy), Deep blues, Paris, Allia, 2020, 448 p. (ISBN 979-10-304-1305-2, lire en ligne)

### En anglais
- Robert Palmer, Baby, That Was Rock & Roll: The Legendary Leiber & Stoller, 1978  (ISBN 978-01-561-0155-4)
- Robert Palmer, A Tale of Two Cities: Memphis Rock, New Orleans Roll, Institute for Studies in American Music, 1979  (ISBN 978-09-146-7812-0)
- Robert Palmer, Jerry Lee Lewis Rocks, Delilah, 1981  (ISBN 978-09-333-2807-5)
- Robert Palmer, The Rolling Stones, Book Sales, 1983  (ISBN 978-03-852-7925-3)
- Robert Palmer, Rock & Roll: An Unruly History, Harmony Books, 1995  (ISBN 978-05-177-0050-1)
- Robert Palmer, Blues & Chaos, The Music Writing of Robert Palmer, Scribner, 2009  (ISBN 978-14-165-9974-6)